# Fonts baptismaux de Merdrignac

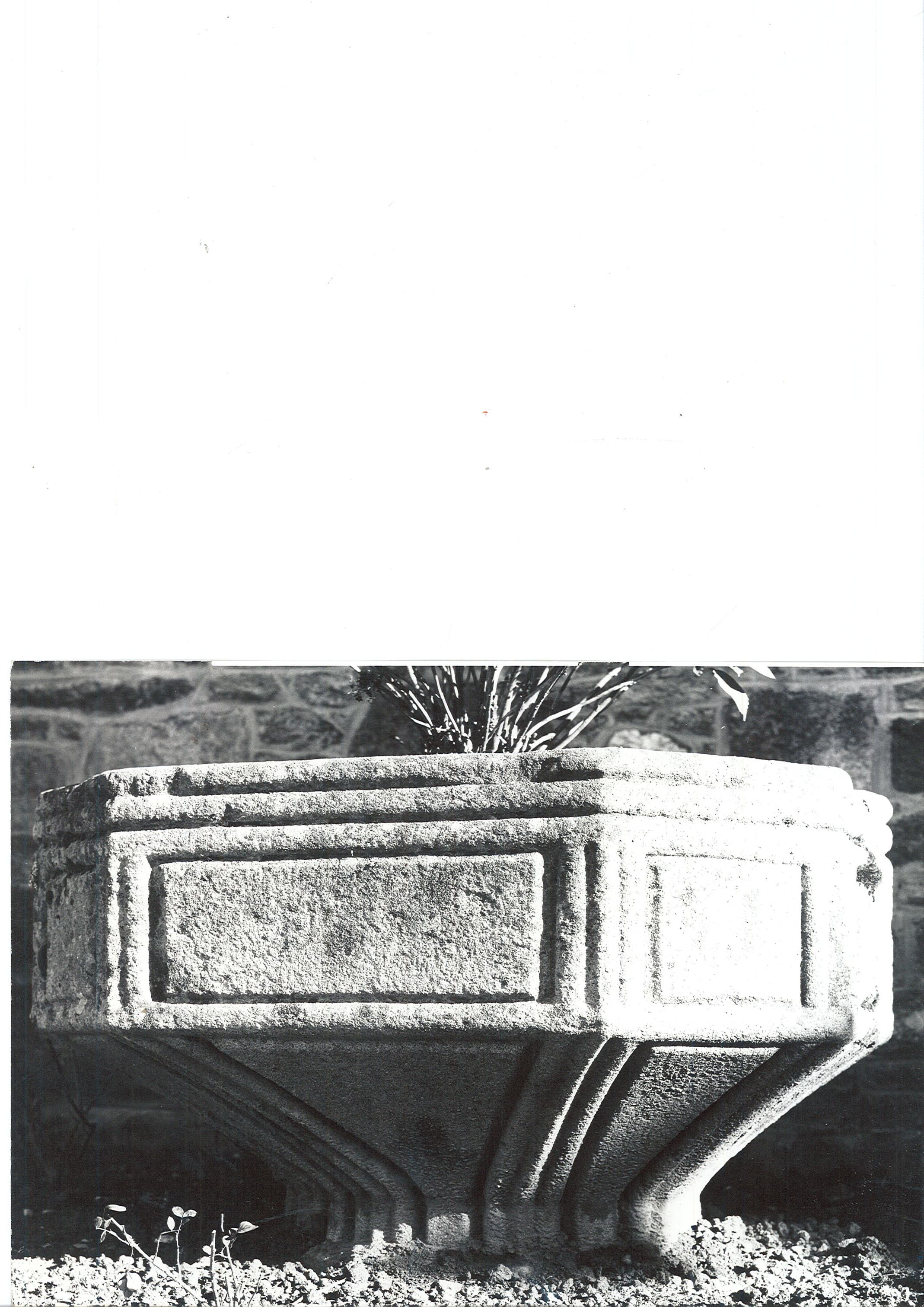
Fonts baptismaux de Merdrignac

Les fonts baptismaux de l'église Sainte-Madeleine à Merdrignac, une commune du département des Côtes-d'Armor dans la région Bretagne en France, datent du XVe siècle. Les fonts baptismaux en granite sont inscrits monuments historiques au titre d'objet depuis le 22 mars 1974.